# Amphibamus
Amphibamus é um gênero extinto de anfíbio que viveu no período Carbonífero. Provavelmente é um ancestral dos anfíbios modernos. Antes se pensava que Amphibamus era um tipo de sapo, mas estudos posteriores mostraram que não.

## Descrição
Amphibamus se assemelhava a rãs e salamandras modernas, podendo medir até 20 cm. O anfíbio tinha corpo e cauda pequenos, cabeça e olhos. Amphibamus tinha membros longos, com dedos acolchoados para ajudar na natação e escalada em superfícies.